# Caleufú
Caleufú is een plaats in het Argentijnse bestuurlijke gebied Rancul in de provincie La Pampa. De plaats telt 2.396 inwoners.